# Depressaria ruticola
Depressaria ruticola is een vlinder uit de familie grasmineermotten (Elachistidae). De wetenschappelijke naam van deze soort is voor het eerst geldig gepubliceerd in 1873 door Christoph.
De soort komt voor in tropisch Afrika.